# Марголис, Синди
Си́нтия Дон «Си́нди» Ма́рголис (англ. Cynthia Dawn «Cindy» Margolis; 1 октября 1965, Лос-Анджелес, Калифорния, США) — американская актриса, кинопродюсер и фотомодель.

## Биография
Синтия Дон Марголис родилась 1 октября 1965 года в Лос-Анджелесе (штат Калифорния, США) в семье Уильяма Си Марголиса и Кэрин О. Марголис (Клири).

## Карьера
Синди снимается в кино с 1985 года.
Также Марголис является кинопродюсером и фотомоделью.

### Фильмография
С 1985 по 2018 год Марголис снялась в 24 фильмах и сериалах, а кроме того с 2010 по 2018 год выступила продюсером в двух телевизионных фильмах, одном документальном и одном эпизоде документального мини-сериала.
Актриса
- 2015 — Акулий торнадо 3 / Sharknado 3: Oh Hell No! — мисс Лайтелла

Продюсер

## Личная жизнь
В 1998—2009 года Синди была замужем за ресторатором Гайем Старкманом. У бывших супругов есть трое детей — сын Николас Айзек Старкман (род.10.06.2002) и дочери-близнецы Сьерра Старкман и Сабрина Старкман (род.17.07.2005).